# Roland Vollmar
Roland Vollmar (* 1939 in Braubach,  Deutschland) ist ein deutscher Informatiker und Hochschullehrer. Er ist emeritierter Professor an der Universität Karlsruhe.

## Leben und Werk
Vollmar studierte Mathematik an der Ruprecht-Karls-Universität Heidelberg und der Universität des Saarlandes, wo er 1964 seinen Diplom-Abschluss erwarb. Anschließend wurde er wissenschaftlicher Mitarbeiter an der TU Hannover. 1968 promovierte er bei Wolfgang Händler und Bodo Schlender an der Friedrich-Alexander-Universität Erlangen-Nürnberg mit der Dissertation: Über einen Automaten mit Speicherband. Pufferautomat.
Von 1970 bis 1971 war er Projektleiter bei den Buderusschen Eisenwerken in Wetzlar. Danach war er von 1972 bis 1974 Assistent am Informatik-Institut der Universität Erlangen-Nürnberg. Von 1974 bis 1989 leitete er den Lehrstuhl für Theoretische Informatik an der TU Braunschweig. 1989 erhielt er den Ruf auf den Lehrstuhl für Informatik für Ingenieure und Naturwissenschaftler an der Universität Karlsruhe, den er bis zu seiner Emeritierung im Jahre 2009 innehatte.
Seit 1987 wirkte Vollmer an einem Modellversuch Informatik für Blinde - Studium für Sehgeschädigte in Informatik und Wirtschaftsingenieurwesen mit. 1993 entstand aus diesem Modellversuch das Studienzentrum für Sehgeschädigte (SZS), das Vollmar bis zum Ende seiner Amtszeit begleitete.
1986 wurde Roland Vollmar als erster Informatiker von der Braunschweigischen Wissenschaftlichen Gesellschaft (BWG) zum Mitglied gewählt. Von 1993 bis 1994 war er Mitglied der beratenden Kommission für Forschung in Niedersachsen. 1995 war er Gründungsmitglied und bis 1997 Sprecher der IFIP Working Group 1.5 Cellular Automata and Machines.
Vollmar war von 1981 bis 1987 Vorsitzender des Fakultätentags Informatik. Er bewirkte, dass der Fakultätentag Informatik bei der Westdeutschen Rektorenkonferenz (WRK) als eigenständige Institution anerkannt wurde.
In der Gesellschaft für Informatik (GI) war er zunächst Vizepräsident, dann von 1992 bis 1993 Präsident. 1993 wurde er Mitglied des Kuratoriums zur Verleihung der Konrad-Zuse-Medaille für Informatik. Von 1993 bis 1994 war er Vizepräsident des Council of European Professional Informatics Societies. Seit 1993 ist er Mitglied des Aufsichtsrates des Internationalen Begegnungs- und Forschungszentrums Informatik (IBFI) Schloss Dagstuhl bei Saarbrücken. Von 1998 bis 2008 war er Vorsitzender der Konrad-Zuse-Gesellschaft.

## Auszeichnungen (Auswahl)
- 1990: Gaststipendium der Japanischen Gesellschaft zur Förderung der Wissenschaften
- 1992: John-von-Neumann-Medaille
- 2001: Ehrenmitglied von OFFIS (Oldenburger Forschungs- und Entwicklungsinstitut für Informatik-Werkzeuge und -systeme)[6]
- 2008: GI-Fellow
- 2010: Ehrendoktorwürde der Technischen Universität Braunschweig[7]